# Newag

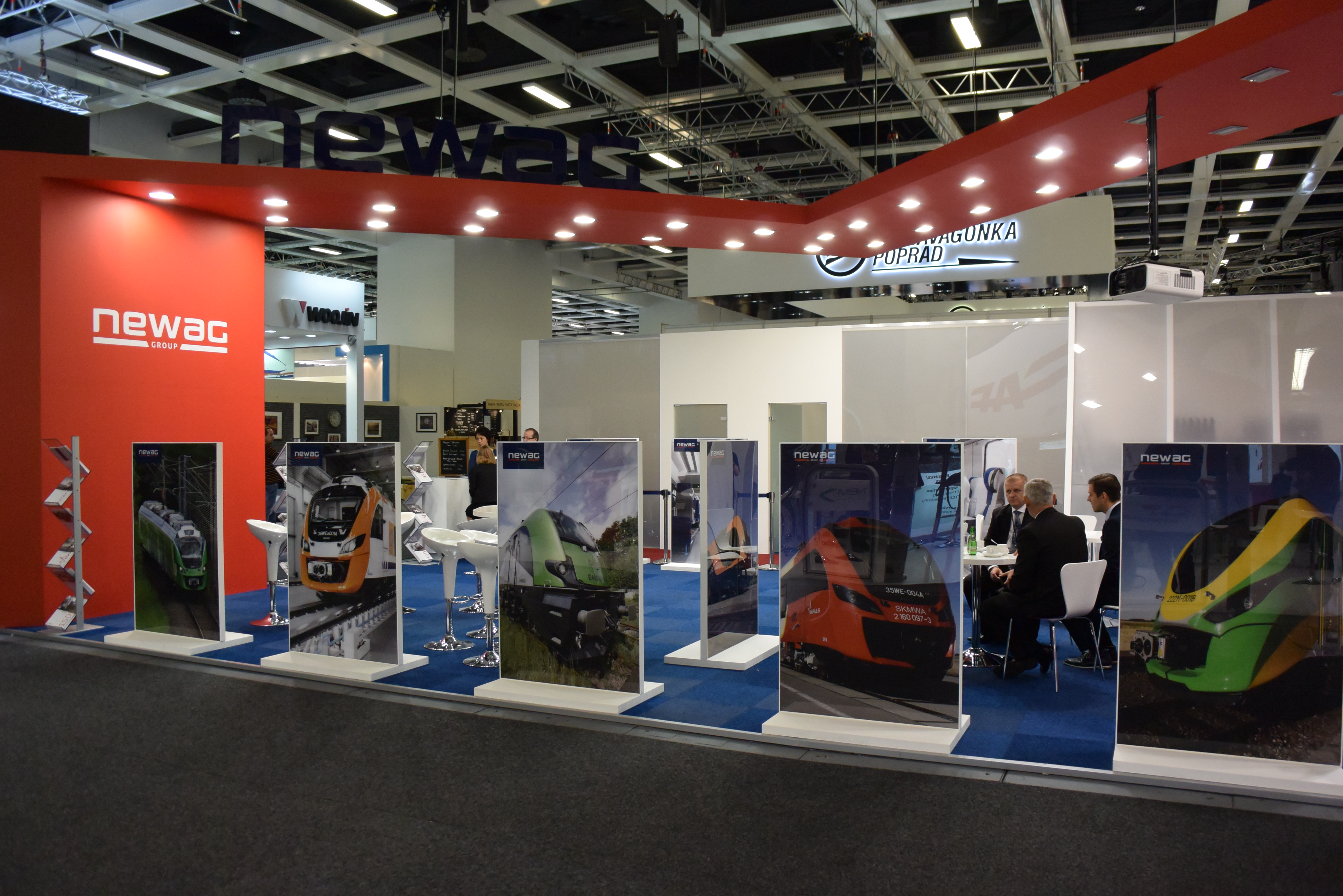
Stánek společnosti na veletrhu InnoTrans 2014

"NEWAG" SPÓŁKA AKCYJNA nebo zkráceně NEWAG S.A. je polská akciová společnost se sídlem v Nowem Sączi, která se zabývá výrobou, modernizacemi a opravami kolejových vozidel. Výrobní závody společnosti se nacházejí ve městech Nowy Sącz a Gliwice.

## Historie
Závod byl založen v roce 1876 jako Císařsko-královské železniční dílny pro potřeby nově vybudované železniční trati Tarnów – Leluchów, která prochází přes Nowy Sącz. V roce 1950 se dílny staly součástí státních železnic Polskie Koleje Państwowe (PKP), ale již v roce 1952 byly z PKP vyčleněny jako samostatný podnik s názvem „Zakłady Naprawcze Taboru Kolejowego Nowy Sącz” (ZNTK, tj. Opravny železničních vozidel Nowy Sącz). Od roku 1963 se podnik začal specializovat na opravy motorových lokomotiv, i když poslední parní lokomotiva byla v ZNTK Nowy Sącz opravena až v roce 1972. V roce 1982 se podnik stal opět součástí PKP, z nichž byl znovu vyčleněn v roce 1991 a posléze (1994) se stává akciovou společností ve vlastnictví polského státu. V roce 1995 byly akcie společnosti vloženy do Národních investičních fondů. Na počátku nového tisíciletí byla společnost na pokraji úpadku, situace se změnila po roce 2003, kdy společnost odkoupil polský miliardář Zbigniew Jakubas za 6 milionů PLN. V roce 2005 došlo ke změně názvu z původního „Zakłady Naprawcze Taboru Kolejowego Nowy Sącz” S.A. na současný NEWAG Spółka Akcyjna. 5. prosince 2013 došlo k IPO menšinového balíku akcií společnosti na varšavské burze. Tržní kapitalizace společnosti dosáhla následujícího dne hodnoty 767 mil. PLN.

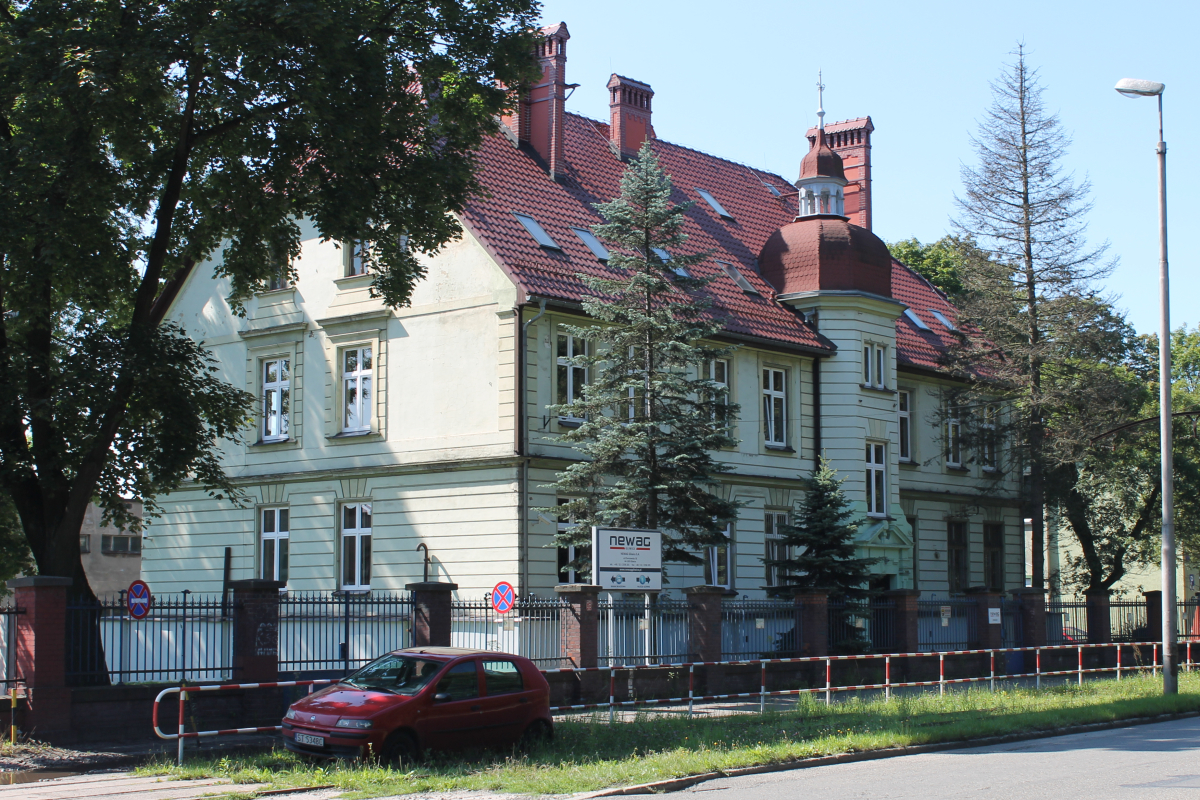
Správní budova závodu v Gliwicích

### Newag Gliwice
Závod v Gliwicích začal svou existenci v roce 1904 jako Lokomotivní dílny Královské železnice (Königliche Eisenbahn — Lokomotivwerkstätte). V roce 1945 po připadnutí města Gliwice Polsku byl podnik přejmenován na Hlavní dílny parních lokomotiv (Główne Zakłady Parowozowe), které začaly od roku 1962 opravovat také elektrické lokomotivy. V roce 1970 podnik přestal opravovat parní lokomotivy a dále se zabýval pouze opravami elektrických lokomotiv, což se odzrcadlilo ve změně názvu na Dílny pro opravy elektrických lokomotiv (Zakłady Naprawcze Lokomotyw Elektrycznych). V roce 1995 byla firma transformována na akciovou společnost ve vlastnictví státu. V roce 1999 se většinovým akcionářem stává společnost TEAM (Technics Engineering Architecture Marketing), v roce 2001 pak NEWAG. Na základě změny vlastníka došlo k 20. únoru 2013 ke změně názvu společnosti na Newag Gliwice S.A. V roce 2014 bylo rozhodnuto, že část společnosti Newag Gliwice, která se zabývá opravami a výrobou lokomotiv, bude v roce 2015 začleněna do mateřské společnosti Newag (v původní firmě Newag Gliwice mají zůstat pouze nemovitosti sloužící k bydlení).

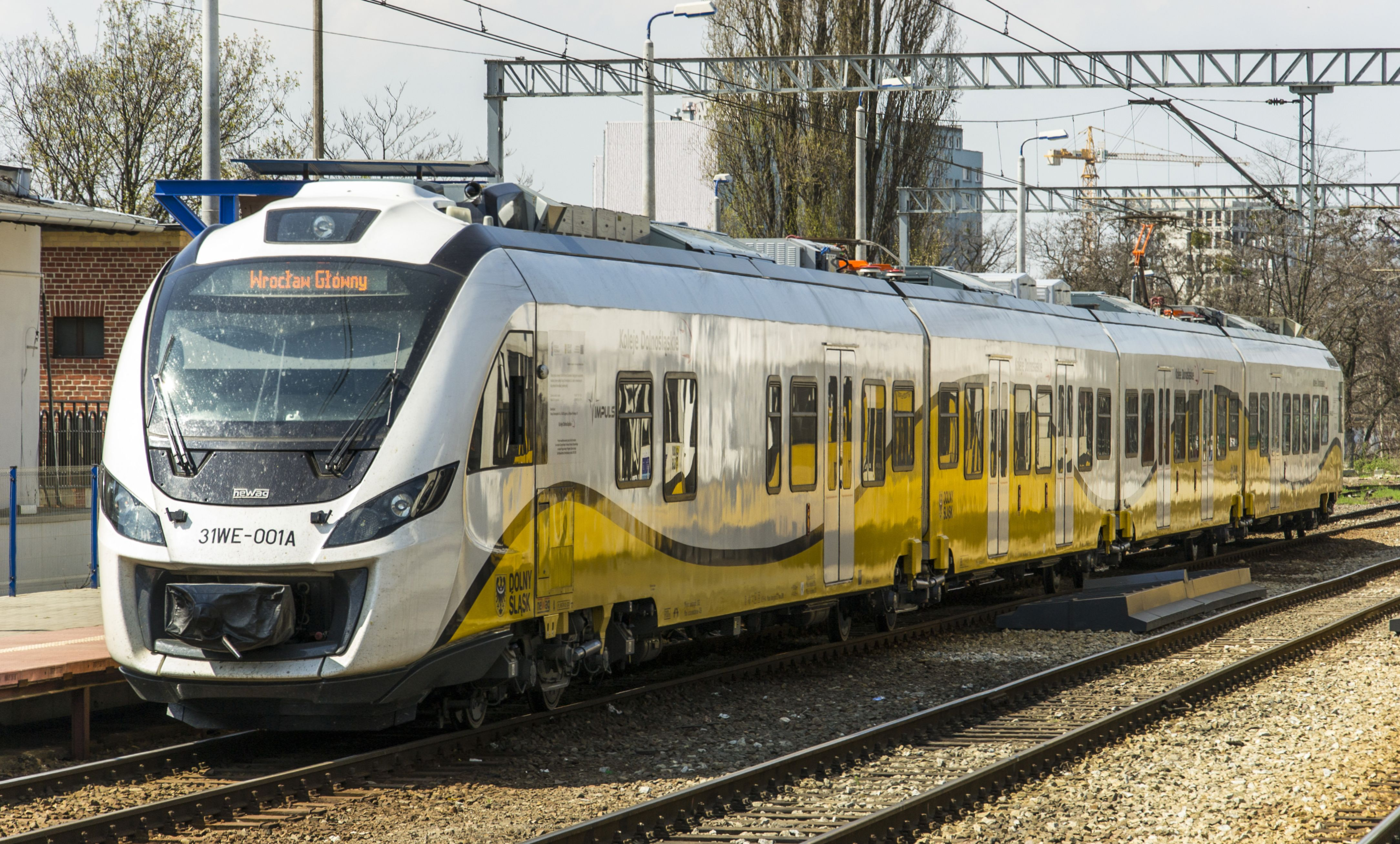
Jednotka typu 31WE z rodiny Impuls dopravce Koleje Dolnośląskie

## Produkty
Vedle oprav a modernizací kolejových vozidel se společnost zabývá výrobou nových vozidel. Jedná se o dva základní typy elektrických lokomotiv produkovaných v Gliwicích: šestinápravový Dragon a čtyřnápravový Griffin. V Nowém Sączi se vyrábějí především elektrické jednotky Impuls.